# Syn-anti-Notation
 syn  und  anti  wird in der Organischen Chemie verwendet, um
- in verbrückten bicyclischen Kohlenwasserstoffen die relative Stellung zweier Substituenten zueinander zu benennen[1] und
- in Additionsreaktionen den Reaktionsablauf eindeutig zu beschreiben.[2]

## syn- undanti- in bicyclischen Kohlenwasserstoffen
Die syn-anti-Isomerie beschreibt die relative Position eines Substituenten, der sich an der dritten Brücke eines Bicyclus befindet. Dieser Substituent kann zwei isomere Positionen einnehmen, die mit den Deskriptoren syn- bzw. anti- gekennzeichnet werden:

2-exo-Brom-7-syn-fluor-bicyclo[2.2.1]heptan (=syn-Isomer)
2-exo-Brom-7-anti-fluor-bicyclo[2.2.1]heptan (=anti-Isomer)
9-syn-Fluor-bicyclo[4.2.1]nonan (=syn-Isomer)
9-anti-Fluor-bicyclo[4.2.1]nonan (=anti-Isomer)

Als syn bezeichnet man dabei jene Position, bei der dieser Substituent auf der Seite der ersten Brücke liegt. Als anti bezeichnet man die dazu entgegengesetzte Position des Substituenten.
Die Reihung der drei Brücken eines Bicyclus erfolgt dabei folgendermaßen:
Ausgehend von den zwei Brückenkopfatomen, wird zuerst die Länge jeder einzelnen Brücken bestimmt. Die Reihung erfolgt dann nach der Brückenlänge, wobei die längste als erste und die kürzeste als dritte Brücke bezeichnet wird. Falls zwei Brücken gleich lang sind, so wird die höher substituierte Brücke erst gereiht.

## syn- undanti- in Additionsreaktionen
Bei Additionsreaktionen wird mit der syn-anti-Notation der Eintrittsort der beiden zu addierenden Substituenten beschrieben.
Als syn bezeichnet man jene Additionsreaktion, bei der beide Substituenten auf derselben Seite des Alkens bzw. Alkins eintreten.
Als anti bezeichnet man jene Additionsreaktion, bei der jeder Substituent auf einer anderen Seite des Alkens bzw. Alkins eintritt.
Im Falle von Additionsreaktionen an Alkinen führt die syn-Addition zur Bildung der entsprechenden (Z)-Isomere (veraltet auch: cis-Isomere), und die anti-Addition führt zur Bildung der entsprechenden (E)-Isomere (trans-Isomere).

Beispiel einer Additionsreaktion an ein Alkin: links entsteht das syn-, rechts das anti-Produkt

Aus Additionsreaktionen an der Doppelbindung von Cycloalkenen resultieren substituierte Cycloalkane:

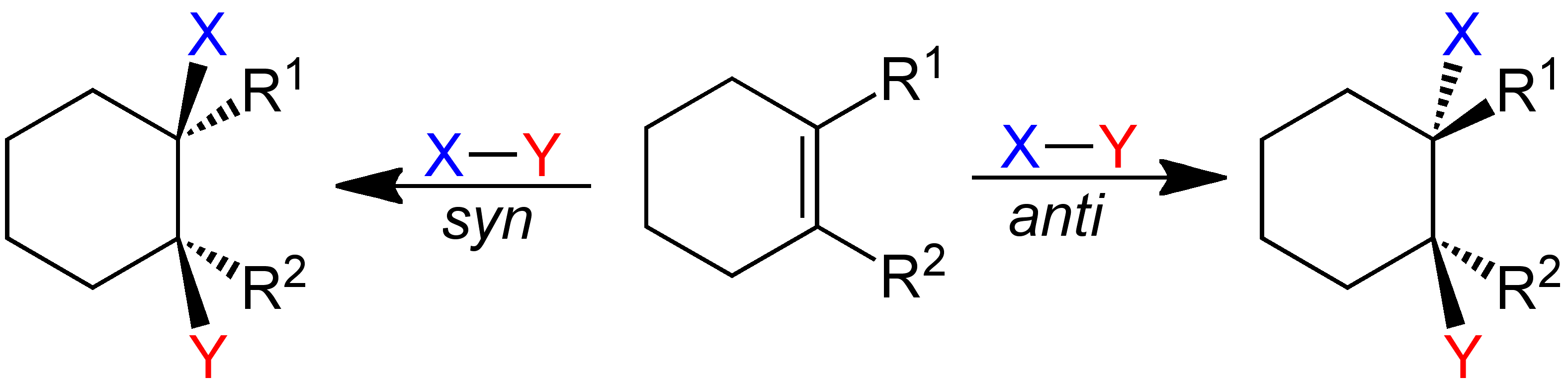
Beispiel einer Additionsreaktion an ein 1,2-disubstituiertes Cyclohexen: Links entsteht das syn-, rechts das anti-Produkt.

Die Additionsreaktionen an die Doppelbindung von Alkenen führen zu den entsprechenden substituierten Alkanen. Damit an einer C-C-Einfachbindung eine Aussage über syn- oder anti-Konformation getroffen werden kann, müssen die anderen Positionen bei der Bildung von chiralen Produkten entsprechend unterschiedlich substituiert sein, so dass ein chirales Produkt erhalten wird. Andernfalls wären die Reaktionsprodukte durch Rotation um die C-C-Einfachbindung ineinander überführbar. Eine syn/anti-Unterscheidung wäre somit hinfällig.

## syn- undanti- in Eliminierungsreaktionen
Bei Eliminierungsreaktionen entsteht in der organischen Chemie aus einer C-C-Einfachbindung eine C=C-Doppelbindung. Abhängig von der Struktur des Eduktes kann es dabei zur Ausbildung von cis- oder trans-stereoisomeren Alkenen kommen. Einen Einfluss hat dabei auch der Reaktionsmechanismus der Eliminierungsreaktion:
- bei einer zweistufigen Eliminierungsreaktion nach dem E1-Mechanismus wird die Stereochemie des Alkens erst durch die Abspaltung eines Protons aus dem zwischenzeitlich entstandenen Carbeniumion bestimmt.
- bei einer zweistufigen Eliminierungsreaktion nach dem E1cb-Mechanismus wird die Stereochemie des Alkens erst durch die Abspaltung einer Abgangsgruppe X aus dem zwischenzeitlich entstandenen Carbanion bestimmt.

Anti-coplanarer (links, blau markiert) und syn-coplanarer (rechts, grün markiert) Übergangszustand bei der Eliminierung nach dem E2-Mechanismus. Beim anti-coplanaren Übergangszustand stehen das als Proton von der Base B^{−}abstrahierte Wasserstoffatom und der als Anion austretende Rest X (z. B. Cl oder Br) gestaffelt, beim syn-coplanaren Übergangszustand stehen diese Reste ekliptisch.

- bei einer Eliminierungsreaktion nach dem E2-Mechanismus bildet sich keine Zwischenstufe, zwei Einfachbindungen (ausgehend von benachbarten sp3-Kohlenstoffatomen) werden gebrochen und synchron entsteht die C=C-Doppelbindung eines Alkens. Aus den beiden  sp3-Kohlenstoffatomen entstehen sp2-hybridisierte Kohlenstoffatome. Die zu brechenden σ-Bindungen müssen dabei in einer Ebene liegen. Das ist nur möglich bei einer gestaffelten anti-Anordnung oder bei einer ekliptischen syn-Anordnung. Bei der anti-Eliminierung stehen die σ-Bindungen anti-periplanar zueinander.[4]